# Eleutherus

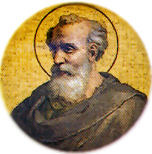
Darstellung von Eleutherus in der Basilika Sankt Paul vor den Mauern

Eleutherus oder Eleutherius († um 189 in Rom, beigesetzt auf dem Vatikanischen Hügel) war seit den 170er Jahren Bischof von Rom.

## Überlieferung
Mit Eleutherus, der Grieche gewesen und dem Liber Pontificalis zufolge in Nicopolis geboren sein soll, endet die früheste Liste der Bischöfe von Rom des Irenäus von Lyon. Sein Name bedeutet auf Griechisch „der Freie“ bzw. „der Befreier“. Hinweise auf ihn finden sich auch bei Eusebius von Caesarea und in anderen Dokumenten der Zeit. Er kämpfte wie seine Vorgänger gegen den Montanismus. Nach Angabe seines Zeitgenossen Hegesippus soll Eleutherus während der Amtszeit des römischen Bischofs Anicetus Diakon gewesen sein, was damals eine leitende Funktion als Vertreter des Bischofs war.
Der Liber Pontificalis vom Anfang des 6. Jahrhunderts berichtet, er habe Beziehungen zu dem britischen König Lucius gehabt, der den Wunsch hegte, zum Christentum zu konvertieren. Diese Legende – römischen, nicht britischen Ursprungs – hat wohl mit der literarischen Parallelüberlieferung zu König Abgar IX. von Edessa zu tun und beruht auf einer Verwechslung.
In der Zeit seiner Führung lebte die römischen Gemeinde, im Gegensatz zu den bekennenden Christen in Kleinasien und Gallien, frei von Verfolgungen. Eleutherus wandte sich gegen die Irrlehren der Markioniten, Montanisten und Valentinianer, diese wollten durch – ihrem Selbstverständnis nach – philosophische Spekulationen die Geheimnisse des christlichen Glaubens erklären bzw. den unmittelbar bevorstehenden Weltuntergang prophezeien.
Eleutherus soll nicht als Märtyrer, sondern um 189 in Rom eines natürlichen Todes gestorben sein. Als Todestag ist der 24. Mai überliefert.

## Ikonographie und Verehrung
Er wird auf Bildern im Papstgewand mit Tiara und Kreuzstab, sowie mit einem Buch dargestellt. Der Heiligen-Gedenktag des Eleutherius ist der 26. Mai.